# HOT (スノーボード)
HOT（ホット）は、ウインタースポーツ用品及び関連商品の製造販売していたフランスの企業であった。スノーボード競技のアルペン用品専業で有名であるが、過去にフリースタイル用品も製造販売していた。日本国内における販売網は、輸入代理店を経由して小売り店に卸されていたが、継承した輸入代理店が相次いで事業撤退し、幾多に渡って変更された。※ワイエス→サンワード→トゥーヘッドシステム→HOTブランドが消滅

## 日本における歴史
- 1990年代前半 - ワイエスが輸入代理店として、HOTのスノーボード事業を取り扱う。
- 1990年代後半 - ワイエスが事業撤退し、サンワードよりスノーボード事業が継承された。
- 2004年 - フランスのHOT本社が同業他社のロシニョールに買収され、法人としての活動が消滅するがHOTブランドは引き続き継承された。
- 2004～2005年 - 買収に伴いHOTの工場が閉鎖。ロシニョールの工場でHOTブランドの生産が行われた。（ロシニョール自体は、アルペンボードの製造を前年に撤退。）
- 2005年 - サンワードがスノーボード事業より撤退。日本国内の販売は、トゥーヘッドシステムに代理店が継承される。
- 2006年 - HOTの取り扱い製品が整理されて、BLASTなど2種類に絞られる。2006-2007シーズン向けの製造を以ってHOTブランドのスノーボードが生産廃止される。
- 2007年 - ロシニョールが、スイスの投資会社へHOTブランドを売却する。その後は、HOTブランドが継承されなかった為、完全に消滅した。

## 主な製品
- フリースタイルボード
- アルペンボード
  - ロジカル
  - シャイン
  - ブラスト
  - スペシャルシリーズ